# Deltote diascia
Deltote diascia is een vlinder van de familie van de uilen (Noctuidae). De wetenschappelijke naam van deze soort is voor het eerst voorgesteld als Eustrotia diascia door George Francis Hampson in een publicatie uit 1910.
De soort komt voor in Kenia.